# John Hodge
John Hodge (Glasgow, 1964) is een Britse scenarioschrijver. Hij werkt regelmatig samen met regisseur Danny Boyle, voor wie hij onder meer Trainspotting (1996) en The Beach (2000) schreef.

## Carrière
John Hodge werd geboren in het Schotse Glasgow. Hij groeide op in een familie van dokters en trad in hun voetsporen door zelf geneeskunde te studeren aan de Universiteit van Edinburgh. In 1991 ontmoette hij filmproducent Andrew Macdonald op het Edinburgh Film Festival, waarna hij begon met het schrijven van filmscenario's. Hodge verhuisde naar Londen en schreef er de komische misdaadfilm Shallow Grave (1994). De film werd het debuut van regisseur Danny Boyle.
Nadien werkten Hodge en Boyle samen aan Trainspotting (1996), een adaptatie van de gelijknamige roman van auteur Irvine Welsh. Trainspotting groeide uit tot een cultfilm en lanceerde de carrière van onder meer hoofdrolspeler Ewan McGregor, die eerder ook al een rol vertolkt had in Shallow Grave. De film leverde Hodge een BAFTA op.
Ook in de daaropvolgende jaren werkten Hodge en Boyle nog regelmatig samen. Zo maakte het duo onder meer A Life Less Ordinary (1997), The Beach (2000) en de sequel T2 Trainspotting (2017).

## Prijzen en nominaties
| Film                 | Prijs          | Categorie                  | Resultaat   |
| -------------------- | -------------- | -------------------------- | ----------- |
| Trainspotting (1996) | Academy Awards | Beste scenario (adaptatie) | Genomineerd |
| Trainspotting (1996) | BAFTA          | Beste scenario (adaptatie) | Gewonnen    |

## Filmografie
- Shallow Grave (1994)
- Trainspotting (1996)
- A Life Less Ordinary (1997)
- The Beach (2000)
- The Final Curtain (2002)
- The Seeker: The Dark Is Rising (2007)
- Alien Love Triangle (2008)
- The Sweeney (2012)
- Trance (2013)
- The Program (2015)
- T2 Trainspotting (2017)